# أفرو 501
أفرو 501 (بالإنجليزية: Avro 501)‏ هي طائرة مائية أنتجت في المملكة المتحدة. من صناعة أفرو. كان أول طيران لها في 1913. صنع منها 501,4 طائرة.